# Burseryds IF
Burseryds IF är en idrottsförening från Burseryd i Gislaveds kommun i Småland/Jönköpings län. Den bildades den 15 mars 1931 i dåvarande Burseryds landskommun. Föreningen har sektioner verksamma inom cykel, fotboll, friidrott, längdskidor, orientering, parasport, rullskidor.
Föreningens första gren var fotboll, vilken snart nog fick sällskap av cykel, friidrott, gymnastik och orientering. På 1940-talet tillkom pingis, bandy och ishockey. Längdskidåkningen förde länge en undanskymd tillvaro men invigning av elljusspår 1972 och bildande av separat skidsektion 1973 gav skidåkningen ett lyft.
I fotboll har herrlaget spelat nio säsonger i tredje högsta serien, gamla division III, motsvarande dagens division I. Laget vann division IV 1975 hela fjorton poäng före IFK Värnamo. BIF debuterade i trean 1976 men flyttades ned efter en tät kamp med Gislaveds IS kring nedflyttningsstrecket. BIF tog sig dock omedelbart tillbaka till trean efter att ha gått obesegrade genom division IV Småland sydvästra 1977. Laget kom att spendera åtta säsonger i följd i trean 1978-1985 med säsongen 1979 som höjdpunkt då endast Kristianstadskamraterna kunde snuva BIF på seriesegern.
Laget har under 2000-talet vanligen spelat i division V (sjundedivisionen sedan 2006) men återfanns i division VI säsongen 2022.
Damlaget deltog i seriespel för första gången 1970 men har gjort flera fleråriga uppehåll (1971-1977, 1984-1985 och 1989-2009). Sedan säsongen 2021 drivs damverksamheten gemensamt med Smålandsstenars GoIF under beteckningen SGIF/BIF.